# 定額寺
定額寺（じょうがくじ）とは、奈良・平安時代に令制国内で官寺に準ずる扱いを朝廷から受けた私寺。官大寺・国分寺（尼寺を含む）に次ぐ寺格を有した仏教寺院。その歴史上での展開には諸説ある。

## 定額
定額寺の「定額」が一体何を指しているのかについては、諸説があって結論が出されておらず、従ってその具体的な定義を行うのは困難である。
大きく分けると次の5説があるが、いずれも反論が出されており、通説になるには至っていない。
- 一定の定数に限定されて指定を受けた寺院。律令において「定額」とは、“定数”の意味で用いられていたため、古くから言われている有力説である。これに対しては、具体的な定数となる寺院の数に関する記事が全く見当たらず、時代を下っても定額寺に列せられる寺院の記事が見られる（定数があれば、定数を満たせばそれ以上は増やせないはずである）という反論がある。
- 一定の数量の物資の支給を受けた寺院。これによって経済的な基盤を得ることができ、国家による大きな保護となりうる。これに対しては、その物資の支援の内容が寺田（そこから挙がった収穫が寺に納付される）の設定によるものなのか、それとも直接物資の形で支給されたものなのかが不明であるという反論がある。
- 一定の定員の官僧（「定額僧」）が派遣された寺院。これによって、寺に僧侶がいなくて荒廃するという事態が防止できる。また、国家的な法会の実施指示も可能となるため、国家としてもメリットがある。これに対しては、定額寺の中で定額僧が定まっていた事実を確認できる寺は少数であるという反論がある。
- 国家が寺号を“定”め、その寺名が書かれた“額”が授与された“寺”院であるという説。これに対しては、定額寺に列せられた際に寺額を授与された事実を確認できる寺は少数であるという反論がある。
- 国家によって存立の承認を受けた寺院。その際寺号を与えられ、これを「額」と称した。これに対しては、官大寺や国分寺以外の官寺が全て定額寺となってしまい、定額寺の特殊性を見出せなくなるという反論がある。

## 概要
以上のように定義が定まっているとは言えないために、その実態把握も困難である。定額寺を寺号と結びつける見解を採った場合には、天武天皇8年（769年）に諸寺の寺号を定めた件に起源を求めることとなり、続いて霊亀2年（716年）に出された寺院整理令の詔に「寺家（私寺）が争って題額を求めた」とする件が見られる。
「定額寺」という語の初出は、『続日本紀』に記されている天平勝宝元年7月13日（749年8月30日）に寺院に対する墾田地の制限を定めた際に「定額寺、寺別一百町」とする記事である。以後、六国史をはじめとする諸記録に「定額寺」の語が現れるようになる。
こうした記事から分かるのは、定額寺の多くは元は皇族・貴族・豪族などが建立した私寺であったものが多かったということである。特に私寺に対する禁令が強化された延暦年間以後に定額寺に列する寺院が急激に増加しており、国家の抑圧の対象となった私寺を官寺への編入申請する事で抑圧を回避を図る動きがあったと考えられている。また、私寺の建立者である檀越も定額寺指定後に完全に寺との関係が絶たれたわけではなかった。
定額寺に指定されるとその内容は寺院によって違いはあるものの、基本的には定額寺のある国の国司・講師（国分寺の僧侶の長）は、定額寺に修理料・燈分料を与え、修造の義務、定額僧や年分度者の配置に対する便宜などが行われたが、その一方で定額寺側にも資財帳作成と国司・講師・三綱・檀越が共同で行う検校処分を受けることを義務付けられていた。さらに、寺内の三綱人事権を掌握されるなど、定額寺及び檀越に対して厳しい統制を受けた。
だが、律令制が弛緩すると、僧尼令をはじめとする仏教統制の法制は形骸化し、一方で修理料や燈分料規定も空文化するようになった。このため、定額寺の中には統制だけが残った定額寺の格式を嫌ってこれを返上する寺院も現れた。一方で、天皇などが建てる寺院が、あくまでも朝廷内では有効法であった私寺建立禁止の規定に反しないようにあらかじめ定額寺として建立する例が見られるようになる。やがて、こうした定額寺は御願寺の原型となった。正暦元年（990年）に尋禅が建てた延暦寺妙香院が定額寺の指定を受けたのを最後に歴史から姿を消すことになる。
なお延慶元年（1308年）に、北条貞時の申請によって臨済宗の円覚寺と建長寺が定額寺とされている。